# Strzała Kusziela
Strzała Kusziela (Kushiel’s Dart, wyd. TOR Books, 2001) jest debiutem powieściowym Jacqueline Carey, pierwszą powieścią z Trylogii Kusziela. Książka ukazała się nakładem Wydawnictwa MAG w 2004 r., w tłumaczeniu Marii Frąc.
Powieść zdobyła nagrodę Locusa dla najlepszego debiutu powieściowego w 2002 r.

## Kontekst
Pomysł na książkę pojawił się w głowie Carey kiedy czytała Genesis, a dokładnie fragment o „synach Boga'. Później, kiedy pisała, odkryła żydowski folklor, który w szczegółach odpowiadał tej historii. Carey stworzyła Terre d'Ange na wzór nacji pochodzącej od zbuntowanych aniołów.

## Wstęp
Akcja powieści rozgrywa się w postśredniowiecznej wersji Francji. Elua, zrodzony z krwi Jeshui (Jezusa) prowadzi anioły (Naama, Anael, Kasjel, Szachmizaj, Aza, Kusziel, Ejszet i Kamael), kiedyś sługi Boga Jedynego, do Terre d'Ange, gdzie wszyscy poza Kasjelem prowadzą życie pełne radości, mieszają swoją krew z krwią zamieszkujących tam ludzi. Ci ludzie stają się słynni ze swej urody, której nie da się z niczym porównać.

## Streszczenie fabuły

### Początki
Główna bohaterka, Fèdra nó Delaunay, jest anguissette, wybraną przez Kusziela aby odczuwać ból jako przyjemność i naznaczona przez niego szkarłatną plamką w lewym oku. Została sprzedana przez swoją matkę w termin do Dworu Nocy, ze swoim pechowym imieniem i skazą, przez którą została uznana ze niezdolną do służby. Ale jej pechowe życie uległo zmianie gdy miała sześć lat, kiedy szlachcic Anafiel Delaunay rozpoznał jej skazę jako Strzałę Kusziela; znak ten w d'angelińskiej tradycji oznaczał wybór jego nosiciela na sługę Kusziela, która znajduje przyjemność w bólu. Po odkryciu iż Fedra może mieć rzadkie talenty i prawdopodobnie zostać niezrównaną kurtyzaną, Delaunay odkupił jej markę od Domu Cereusa.
Fedra mieszkała z Delaunayem i jej nowym przyrodnim bratem, pierwszym uczniem Delaunaya, Alcuinem nó Delaunay. Oboje otrzymali pełne wykształcenie i zostali wyszkoleni jako szpiedzy Delaunaya. Jej klienci bardzo jej pożądali, wielu z nich zapłaciło wygórowaną cenę za jej usługi i obdarzyło ją cennymi prezentami.
Kiedy osiągała swoją pozycję, polityczni spiskowcy zagrozili suwerenności Terre d'Ange. Lyonetta de Trevalion i jej syn Baudoin planowali obalić Króla Ganelona i jego wnuczkę i następczynię, Ysandrę; ich machinacje zostały odkryte i wyjawione dzięki wspólnym wysiłkom Melisandy Szachrizaj i Izydora d'Aiglemorta.
Niedługo po tym, Alcuin ukończył swoją markę, i podczas swojego ostatniego kontraktu poznał imiona osób odpowiedzialnych za zamordowanie Izabeli L'Envers, dwóch członków rodziny Stregazza. Z powodu tej wiedzy Alcuin został zaatakowany i ochroniarz Guy został zabity, gdy go chronił. W związku z tym Delaunay zatrudnił Kasjelitę Joscelina Verruil aby chronił jego podopiecznych; Alcuin polubił go natychmiast, inaczej jednak było z Fedrą. Joscelin nie aprobował ani tego, co robi Fedra ani jej natury anguissette, a Fedra uważała go za oschłego i zbyt umponującego.
Podczas jednej z wizyt w Pałacu w celu wypełnienia kontraktu, Fedra wymknęła się Joscelinowi i znalazła swojego mistrza Delaunaya, o którym wiedziała, że spotyka się z kimś w pokojach za pałacowym kompleksem teatralnym Była świadkiem rozmowy pomiędzy Delaunaya a delfiną Ysandrą, zakończoną prośbą Ysandry o radę od Delaunaya
Melisanda zakontraktowała Fedrę dla siebie na czas balu podczas Najdłuższej Nocy, zorganizowanego na początku Najsroższej Zimy. Melisanda afiszowała się Fedrą przed innymi szlachcicami Terre d'Ange. Tej nocy Fedra ubrana była w białą szatę z przejrzystej gazy ozdobioną diamencikami i aksamitną obrożę z diamentową łezką i przypięta smyczą. Fedra zatraciła się dla Melisandy tamtej nocy i kiedy Melisanda użyła wobec niej flechettes po raz pierwszy podała signale. Melisanda podarowała Fedrze zniszczoną szatę, która była wystarczająco cenna by pozwolić Fedrze na ukończenie swojej marki.
Wizyta Fedry u markarza została przerwana przez marynarza, który przyniósł wiadomość od Admirała Kwintyliusza Rousse dla Delaunaya; wiedział, że dom Delaunaya jest obserwowany i przekazał wiadomość Fedrze: „Kiedy Czarny Dzik zawładnie Albą, Starszy Brat okaże przychylność.” Fedra i Joscelin pospieszyli do domu, aby znaleźć Delaunay martwego i umierającego Alcuina. Alcuin zdołał jeszcze przekazać Fedrze aby powiedziała Ysandrze co się wydarzyło, aby zaufała Admirałowi Rousse i Trevalionowi, że Thelesis de Mornay wie o Albie i że najważniejszą osobą jest delfina, nie Ganelon.
Fedra i Joscelin udali się do Pałacu, ale zostali zawróceni przez straże Ysandry i sługi Thelesis. Kiedy próbowali dostać się do sekretnego przejścia z teatru do pokoi Ysandry, Fedra i Joscelin napotkali Melisandę, która zabrała ich do swoich pokoi. Melisanda zdradziła ich, oszołomiła Joscelina narkotykami i dręcząc seksualnie Fedrę zanim ją także oszołomiła.

### W Skaldii
Melisanda wysłała Fedrę i Joscelina do Skaldi, gdzie zostali sprzedani w niewole. Joscelin początkowo odmówił podporządkowania się Skaldom, i zostałby zabity gdyby Fedra nie wyperswadowała im ranienia go. Zamiast tego został uwiązany razem z ich psami dopóki Fedra nie przekonała go, iż będą lepiej traktowani gdy będą okazywać posłuszeństwo, dopóki nie uda im się uciec. Zaczęła też uczyć go skaldyjskiego. Fedra została nałożnicą Guntera, przywódcy osady.
Gunter zabrał Fedrę i Joscelina do Allthingu rządzonego przez Waldemara Seligę, dając ich oboje Seligowi. Fedra została nałożnicą Seliga i poznała jego plany inwazji na Terre d'Ange poprzez zdradzenie zdradzieckiego Diuka Izydora d'Aiglemorta, jak również dowiedziała się z listu Melisandy do Seliga, że to właśnie Melisanda jest główną sprawczynią całej tej gehenny. Przekonała Joscelin do planu ucieczki aby wrócić do Terre d'Ange i ostrzec Ysandrę po grożącym niebezpieczeństwie i zdradzie. Joscelin przebrał się w strój skaldyjskiego wojownika i zabił kilku strażników, aby on i Fedra uciekli z obozu.
Najlepszym jeźdźcom Seliga potrzeba było czterech dni by dogonić Fedrę i Joscelina; kiedy Joscelin walczył z kilkoma przeciwnikami, Harald Bezbrody z osady Guntera próbował złapać Fedrę; zabiła go, aby uciec. Fedra i Joscelin znaleźli schronienie w jaskini, gdzie Fedra zszyła rany Joscelina. Tam też po raz pierwszy kochali się. Następnego ranka odkryli, że w skale nad wejściem do jaskini widniała pieczęć Błogosławionego Elui i uświadomili sobie, że Elua i jego Towarzysze schronili się tu podczas swoich wędrówek.
Fedra i Joscelin w pobliżu jednego z przejść przez Kamaeliny odkryli, że przejście jest zablokowane przez Skaldów z plemienia Marsów; to zmusiło ich do wybrania dłuższej i znacznie trudniejszej drogi przez góry, która stała się jeszcze trudniejsza gdy stracili oba wierzchowce.

### Odkrywając zdradę
Powróciwszy do Terre d'Ange, Fedra i Joscelin napotkali straże Markiza le Garde, jednego ze Sprzymierzeńców z Kamlachu; Fedra pożyczyła imię od jednej z adeptek Domu Cereusa i opowiedziała im historyjkę, że jest Surią z Trefail, a Joscelin jest jej kuzynem Jarethem, uciekinierami z wioski spalonej przez Skaldów. Kiedy wyglądało na to, że zostaną aresztowani, Joscelin przyłożył nóż do gardła dowódcy oddziału i zażądał koni. Popędzili w dół aż dotarli do drogi zwanej Drogą Ejszet, gdzie napotkali jeszuicki wóz. Jeszuici udzielili im schronienia, gdy zorientowali się, że Joscelin jest Kasjelitą, z którymi łączą ich pewne podobieństwa. Zabrali oni Joscelin i Fedrę do Miasta Elui.
W Mieście Ferda zadecydowała, że jedyną osobą, której może zaufać jest przyjaciel Hiacynt, którego ona i Joscelin natychmiast odszukali. Od Hiacynta Fedra dowiedziała się, że ona i Joscelin zostali osądzeni i zaocznie skazani za zamordowanie Delaunaya, Alcuina i pozostałych domowników. Niewielu stanęło w ich obronie: Gaspar Trevalion i Cecylia Laveau-Perrin. Aby dotrzeć do Ysandry, Fedra wysłała wiadomość do Thelesis de Mornay, napisaną w cruithne, która nie mogłaby zostać odczytana, nawet jeśli zostałaby przechwycona. Thelesis przybyła do domu Hiacynta zabrać całą trójkę do Ysandry. Gdy Ysandra zaakceptowała prawdę zawartą w ich historii chciała oczyścić ich imiona, ale Ferda przekonała ją przez to da poznać Izydorowi że wie o jego zdradzie. Zamiast tego Ysandra zaaresztowała całą trójkę.
Król Ganelon zmarł na zawał dokładnie trzy dni później, tak jak przewidział to Hiacynt; po pogrzebie Ysandra ogłosiła, iż udaje się do rodowej posiadłości, aby odprawić żałobę, ale naprawdę zwołała zaufanych ludzi na naradę. Byli to: Thelesis, Gaspar, Percy de Somerville, Roxana de Mereliot, Pani Marsilikos, wuj Ysandry, Barquiel L'Envers, Tibault hrabia de Toluard z Siovale, Prefekt Bractwa Kasjelitów, a także Fedra, Joscelin i Hiacynt. Na spotkaniu Ysandra wyjawiła, że w wieku lat szesnastu została obiecana Drustanowi mab Necthana z Alby, zaręczyny pomiędzy dwojgiem przyszłych monarchów, zakochanych w sobie i z wizją zjednoczenia ich narodów. Ysandra wyjawiła także prawdę o dziedzictwie Delaunaya: był on synem hrabiego de Montreve, który wyrzekł się go za odmowę małżeństwa i spłodzenia potomków, i Sarafiel Delaunay z Eisandy; Anafiel Delaunay pracował aby wypełnić sojusz, gdyż Cruthinowie nie przyszli po władzę, ale ścigali marzenie. Potrzebując wszystkich możliwych sprzymierzeńców, Ysandra zdecydowała się wezwać z wygnania Marka de Trevalion i jego córkę Bernadettę aby Ghislain de Somerville poślubił Bernadettę i scementował więzi. Wysłała też Poszukiwaczy Chwały Księcia Baudoina do Izydora, wiedząc że nie będą uradowani tym, iż muszą służyć mężczyźnie, który zdradził ich Księcia.
Ysandra wysłała Fedrę jako swojego ambasadora do Alby i Eire aby przekonać Dalriadów do pomocy Drustanowi w odzyskaniu tronu, a następnie do wysłania jego armii na pomoc Terre d'Ange i Ysandrze. Fedra zgodziła się na to, aczkolwiek niechętnie; Joscelin obiecał iż będzie jej towarzyszył przyrzekł swój miecz Ysandrze. Zanim wyjechali Ysandra potajemnie sprowadziła markarza Roberta Tielharda, aby dokończył markę Fedry, dzięki czemu Fedra stała się wolną d'Angeliną.
Hiacynt zaproponował by przetransportować bezpiecznie Fedrę do Kwintyliusza Rousse cygańskim szlakiem nieznanym d'Angelinom. Fedra udawała jego kuzynkę, Cygankę bękarta, a Joscelin bajdura, wędrownego bajarza z Eisandy. Na końskim targu w Kuszecie Hiacynt połączył się ze swoim dziadkiem i wielką rodziną, która zaakceptowała go jak swojego. Jednakże został znów wyklęty za użycie dromonde, aby zapewnić Fedrę, że Melisanda jej nie znajdzie.
Podczas podróży przez Kuszet kompania została przechwycona przez Quincela de Morhbana, diuka prowincji; w zamian za wolny przejazd do Kwintyliusza Rousse i nie zadawanie żadnych pytań na temat ich misji Fedra zaoferowała siebie na jedną noc. Diuk zgodził się i Fedra oraz pozostali dotarli do Kwintyliusza, który zgodził się przewieźć ich do Alby.
Pan Cieśniny próbował powstrzymać statek w drodze do Alby. Spotkał się z nimi pod postacią srogiego sztormu i zażądał zapłaty za przejazd. Pamiętając historię Thelesis de Mornay, Fedra zapłaciła za przejście jedną ze skaldyjskich chwytających za serce pieśni, których nauczyła ją Hedwiga.

### W Albie
Pan Cieśniny pozwolił im przejść i przybyli do zachodniego wybrzeża Alby, gdzie czekała na nich delegacja' Moiread, młodsza siostra Drustan mab Necthana, zobaczyła jej przybicie w proroczym śnie. Fedra i jej towarzysze zostali zabrani aby poznać ich z Dalriadami; weszli do hallu przez Drzwi Słońca, które są drugie pod względem rangi. Tu Fedra poinformowała Drustana, że ceną poślubienia Ysandry jest pomoc w ochronieniu jej tronu przed inwazją i że Pan Cieśniny pozwoli Albijczykom przepłynąć do Terre d'Ange tylko wtedy gdy Drustan odzyska swój tron. Władcy Dalriady Grainne i Eamonn przywitali delegację d'Angelinów i byli stroną w dyskusji czy iść na wojnę czy też nie; Grainne chciała wesprzeć Drustan, ale Eamonn uważał iż nie jest to jego walka, uważając że d'Angelinowie przynoszą tylko kłopoty. W końcu pogodzili się po tym jak Fedra najpierw uprawiała seks z Grainną, a następnie oświadczyła, iż pójdzie do łóżka z Eamonnem jeśli udowodni swoją odwagę poprzez zgodę na udział w bitwie. Eamonn dał słowo i zgodził się wspomóc Drustana.
Z różnych plemion Albijczyków i Dalriadów Drustan zebrał armię składającą się z sześciu tysięcy piechurów, siedmiuset konnych i pięćdziesięciu rydwanów. W przeddzień bitwy Drustan wygłosił przemowę do swoich żołnierzy, ale została ona przerwana na samym początku przez pojawienie się ogromnego czarnego odyńca. Biorąc to za bardzo dobry omen armia pognała za dzikiem i udało jej się zaskoczyć uzurpatora Maelcon; jeśli Drustan kontynuowałby swoją przemowę przez następne dziesięć minut, Maelcon mógłby go zaskoczyć, ale dzięki przewadze wojsko Drustana wygrało bitwę. Drustan zabił Maelcon, ale pomiędzy poległymi po jego stronie była jego młodsza siostra Moireada, która została trafiona oszczepem, kiesy jeden z wojaków Maelcona próbował schwytać Necthanę i jej córki.
Fedra spędziła bitwę z Necthaną i jej córkami i była świadkiem śmierci Moiready. Po bitwie pasowała na rycerzy ocalałych marynarzy Kwintyliusza Rousse, wypełniając obietnicę daną om przez Admirała. Nadała tytuł kawalera dwudziestu kilku marynarzom, których Rousse nazwał potem Chłopcami Fedry. Tej nocy Ferda spała z Hiacyntem, aby go pocieszyć po śmierci Moiready.
Drustan i Kwintyliusz Rousse zdecydowali się przepłynąć cieśninę w najwęższym miejscu i podążyć przez Azalię, aby połączyć się z armią Domu Somerville i Domu Trevalion. Udali się do Dobrii, gdzie albijscy rybacy ostrzegli ich by nie łowili dalej niż trzy rzuty włócznią od brzegu, gdyż dalej rozciąga się łowisko Pana Morza. Niestety kilka klanów Segowów przybyło później i nie słyszeli ostrzeżenia; jeden z nich złapał i zabił węgorza zbyt daleko od brzegu, ponosząc konsekwencje gniewu Pana Cieśniny. Skierował statek flagowy z Drustanem, Rousse i Fedrą na swoją wyspę, a resztę floty na inną. Drustan i Rousse oboje natychmiast próbowali wziąć na siebie odpowiedzialność za zdarzenie. Gildas, sługa Pana Cieśniny, wezwał Drustana, Rousse, Fedrę i Hiacynta na brzeg; Joscelin nalegał by towarzyszyć Fedrze, na co Fedra odpowiedziała, że go zabije zanim pozwoli by ktokolwiek inny zginął z powodu jego przysięgi, ale Gildas pozwolił mu zejść na ląd ze względu na iż jest jej zaprzysiężonym Towarzyszem.
Pan Cieśniny oświadczył im, że unia Alby i Terre d'Ange jest połową tego, co może go uwolnić z tej wyspy; jeśli potrafią odgadnąć drugą połowę, pozwoli im odejść. Na odpowiedź otrzymali jedną noc. Jako pokusę pokazał im w swojej magicznej misie wizerunek Ysandry de la Courcel w obozie wojennym.
Fedra i Hiacynt oboje odgadli rozwiązanie zagadki: aby Pan Cieśniny został uwolniony ktoś inny musi zająć jego miejsce. Hiacynt nalegał, że to on zostanie. Pan Cieśniny żądał aby ktokolwiek zajmie jego miejsce nazwał miejsce, z którego pochodzi jego siła; Fedra odgadła, iż jest to Zaginiona Księga Razjela i Hiacynt wyjaśnił, że Pan Cieśniny ma tylko te karty z niej, które Bóg Jedyny dał Edomowi, pierwszemu mężczyźnie, aby dać mu władzę nad morzami i ziemią, a potem zabrał mu je za nieposłuszeństwo.
Mając pewność, że Hiacynt zajmie jego miejsce, Pan Cieśniny zaoferował grupie iż pozwoli im zobaczyć w misie co stało się w Terre d'Ange od ich wyjazdu, a następnie dał im wolną drogę. Pokazał im następujące sceny: dziesiątki tysięcy Skaldów przekraczających Przełęcze, ustawiających się wzdłuż rzeki Rhenus i atakujących statki d'Angelinów; Izydor d'Aiglemort dowodzący pięcioma tysiącami żołnierzy pod sztandarem Sprzymierzeńców z Kamlachu; siły Percy’ego de Somerville przekraczające Namarrę; straż armii Izydora, Poszukiwacze Chwały Księcia Baudiona atakujący własnych ludzi, zdradzający diuka razem z kilkoma innymi Sprzymierzeńcami z Kamlachu, którzy pozostali lojalni wobec Korony, próbujących powstrzymać Izydora; Izydor przesłuchujący złapanych Poszukiwaczy Chwały i dowiadujący się, że Waldemar Selig go zdradził; d'Angelińska obrona złamana przez skaldyjskie armie i zmuszona do wycofania się do Troyes-le-Mont, która została przygotowana do oblężenia; resztki floty Kwintyliusza Rousse dołączające do Azalijczyków i na końcu Ysandra de la Courcel w Troyes-le-Mont.
Pan Cieśniny zaproponował, że przeniesie ich flotę gdziekolwiek zechcą, zastrzegając jednak iż nie ma władzy nad ziemią i nie może im pomóc gdy znajdą się na lądzie. Kwintyliusz Rousse poprosił o przeniesienie w ujście rzeki Rhenus i tak daleko w górę rzeki jak tylko pozwala na to moc Pana Cieśniny, aby spotkać się ze swoją flotą i z siłami Ghislaina de Somerville i zabezpieczyć północną granicę. Mieli opuścić Trzy Siostry o świcie; tę noc Fedra znów spędziła z Hiacyntem.

### Wojna
Trzydzieści statków spotkało się w ujściu Rhenusu. Kiedy rozpoczęła się inwazja, Selig wysłał piętnaście setek mężczyzn, aby spróbowali przekroczyć rzekę Rhenus w Azalii,  związać walką siły Azalijczyków i utrzymać je z daleka od sił d'Angelinów w Troyes-le-Mont. Drustan i jego Albijczycy zaatakowali Skaldów i rozgromili ich. Szybko okazało się, że siły Skaldów są liczniejsze; Drustan dał swoim ludziom wybór: powrót do domu lub prawie pewną śmierć w Terre d'Ange. Zgodzili się zostać, pod warunkiem, że zawiodą, ich ciała zostaną przetransportowane do Alby, tak aby poeci mogli o tym śpiewać i żeby ich rodziny wiedziały, jak zginęli.
To Fedra zaproponował plan zasadzki na Skaldów oblegających Troyes-le-Mont. Armia Somervilla, Trevaliona i Albijczycy byli nie wystarczająca siłą; Fedra chciała przekonać Izydora d'Aiglemorta aby zwrócił się przeciwko Seligowi i walczył dla swojego kraju. Fedra pertraktowała z Izydorem. Zwróciła mu uwagę, że i tak będzie martwy, niezależnie od tego kto wygra wojnę, ale zaoferował mu wybór rodzaju śmierci i szansę na śmierć z honorem jeśli zacznie znów walczyć dla Terre d'Ange. To, co go ostatecznie przekonało to informacja, że Melisanda zdradziła; Izydor zgodził się na ten plan nie dlatego, by pomóc Ysandrze, ale na złość Melisandzie.
Wiedząc, że plan będzie najskuteczniejszy i da d'Angelinom największą przewagę, jeśli miasto zostanie poinformowane o ich planach, Fedra zdecydowała się na samobójczą próbę przekradzenia się przez linie Skaldów i przekazania informacji, by wojska Ysandry nie strzelały do sił d'Aiglemorta. Wyślizgnęła się z albijsko-d'Angelińskiego obozu w środku nocy i zdołała podkraść się do murów i przekazać wiadomość dla Ysandry, zanim została schwytana przez Seliga. Kiedy Selig dowiedział się, co zrobiła zaczął żywcem obdzierać ją ze skóry; prawie natychmiast przerwał mu Joscelin, który podążał za Fedrą z obozu i który wyzwał Seliga na holmgang. Choć zwyciężył, Selig odmówił uwolnienia Joscelina i Fedry, rozkazując zamęczyć oboje; wówczas kasjelita postanowił wykonać terminus, dając łatwą i szybką śmierć Fedrze i sobie. W ostatniej chwili nadeszła odsiecz w postaci wycieczki prowadzonej przez Barquiela L'Enversa; Fedra poinformowała Ysandrę, że siedmiotysięczna armia, w połowie składająca się z Albijczyków, w połowie z żołnierzy Izydora zaatakuje wojska Seliga.
Podczas bitwy kamaelińska kawaleria z d'Aiglemortem na czele przypuściła szarżę w sam środek bitwy. Koń Izydora padł, ale jeździec podniósł się i zabił konia Seliga skaldyjskim toporem. Podczas walki Izydor odniósł siedemnaście ran, ale udało mu się zabić Selgia. Izydor żył jeszcze gdy znalazła go Fedra. Wyznał jej, że boi się zemsty Kusziela. Fedra napoiła go i była świadkiem jego śmierci.

### Po bitwie
Wszyscy Sprzymierzeńcy z Kamlachu, którzy przeżyli bitwę ruszyli w pogoń za uciekającymi Skaldami. Ysandra zapłaciła okup za wszystkich, którzy Skaldowie wzięli do niewoli. Królowa i Drustan spotkali się przy swoich armiach, zachowując się jak na monarchów przystało, zostawiając radosne świętowanie na później. Fedra spędziła większość czasu jako prywatna doradczyni i tłumaczka Ysandry.
Zanim Ysandra opuściła Troyes-le-Mont, diuk de Morhban przywiózł tam Melisanda Szachrizaj, która została wydana przez swoich krewnych, Marmiona i Persję Szachrizaj. Początkowo Melisanda zaprzeczyła, iż brała udział w zdradzie, dopóki Ysandra nie skonfrontowała jej z Fedrą, która wystąpiła przeciwko Melisandzie. Ysandra skazała Melisandę na śmierć o świcie. Melisande poprosiła o Fedrę o odwiedzenie jej w celi. W rozmowie wyjawiła, że wcale nie zaoferowała Seligowi władzy nad Terre d'Ange, ale że zamierzała przejąć kontrolę nad Skaldią. Fedra resztę nocy spędziła na blankach, by rano dowiedzieć się, że Melisanda uciekła przed świtem. Ysandra przesłuchała wszystkich, nawet Fedrę, ale zaraz przeprosiła za podejrzenia wobec niej.
Ysandra oczyściła imię Fedry, a cały majątek Anafiela Delaunaya został przekazany Fedrze. Fedra wymogła sprzedaż domu w Mieście Elui, ponieważ nie chciała mieszkać w domu, w którym zamordowano jej pana. Od tego momentu Fedra stała się hrabiną de Montreve, dziedzicząc także posiadłość matki Delaunaya w Siovale. Ysandra unieważniła edykt dziadka zakazujący publikowania poezji Delaunaya.
Po ślubie Ysandry i Drustana, Fedra udała się z Joscelinem i trzema nowymi domownikami, Kawalerami Remym, Ti-Filipem i Fortunem, Chłopcami Fedry do Motreve. Spędziła tam kilka miesięcy, aż do przybycia Gonzago de Escabares. Przywiózł jej podarunek od siebie i od Melisandy: płaszcz sangoire. Dzięki temu Fedra dowiedziała się, że Melisanda uciekła do La Serenissimy i musiała zdecydować jak odpowiedzieć na jej wyzwanie.
Bohaterowie Strzały Kusziela:
- Fèdra nó Delaunay – główna bohaterka
- Anafiel Delaunay – szlachcic
- Joscelin Verreuil – Kasjelita
- Hiacynt – Cygan
- Alcuin nó Delaunay – przybrany brat Fedry
- Elua – syn Jeszui
- Naama – anioł
- Anael – anioł
- Kasjel – anioł
- Szamchazaj – anioł
- Aza – anioł
- Kusziel – anioł
- Ejszet – anioł
- Kamael – anioł